# Grünstummelschwanz
Der Grünstummelschwanz (Acanthisitta chloris), auch als Grünschlüpfer oder Grenadier bezeichnet, ist eine in Neuseeland endemische Vogelart aus der Familie der Stummelschwänze (Acanthisittidae) und einziger Vertreter der Gattung Acanthisitta. Der Alternativname leitet sich von der Ähnlichkeit ihres Federkleides mit der Uniform der Grenadiere ab.

## Beschreibung

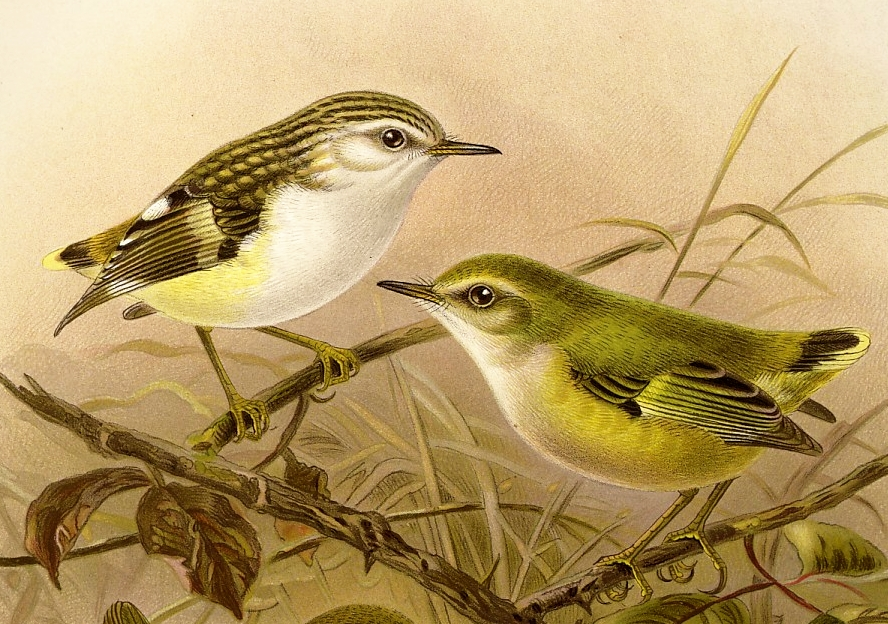
Grünstummelschwanz, links Weibchen, rechts Männchen

Grünstummelschwanz ähneln im Körperbau den Zaunkönigen, mit denen sie jedoch nicht verwandt sind. Männchen sind am Rücken leuchtend grün gefärbt; die Weibchen sind unscheinbarer, meist braun, ihr Federkleid ist am Kopf und Rücken mit ockerfarbenen Flecken durchsetzt. Die Unterseite ist bei beiden Geschlechtern weiß, ebenso ist ein weißer Überaugenstreifen vorhanden. Ihr langer, dünner Schnabel ist leicht aufwärts gebogen, die Flügel sind kurz und abgerundet und der Schwanz ist sehr kurz. Grünstummelschwanz sind die kleinsten einheimischen Vögel Neuseelands, sie werden rund 8 cm lang. Weibchen sind mit 7 g etwas schwerer als Männchen mit 6 g.

## Lebensweise
Lebensraum dieser Vögel sind locker mit Bäumen bestandene Wälder. Sie ernähren sich vorwiegend von Insekten und deren Larven, die sie am Boden und auf Baumstämmen suchen. Bei der Nahrungssuche beginnen sie am Fuß eines Baumes und klettern spiralförmig nach oben, wobei ihnen ihr dünner Schnabel hilft, auch enge Spalten zu durchsuchen. Sind sie oben angekommen, fliegen sie zu einem benachbarten Baum und setzten die Suche fort.

## Fortpflanzung
Sie errichten ihr Nest in Felsspalten, Baumhöhlen oder sogar in kleinen Erdhöhlen. Zweimal im Jahr legt das Weibchen vier bis fünf Eier, die es für 13 bis 15 Tage bebrütet. Das Nest ist im Allgemeinen haubenförmig und wird mit Blättern, Gräsern und Federn verwoben. Der Eingang ist häufig so schmal, dass sich der Vogel nach innen durchzwängen muss.

## Bedrohung
Der Grünstummelschwanz ist die einzige noch häufige Art der Maorischlüpfer, von den übrigen drei Arten sind zwei bereits ausgestorben. Die IUCN listet ihn als nicht gefährdet (least concern).